# Adonaco
Adonaco (em latim: Adonachus)  foi um oficial bizantino do século VI, ativo durante o reinado do imperador Justiniano (r. 527–565). Talvez seja associável ao oficial Odonaco. Ele era um comandante de tropas em Lázica. Em 540, a população do país escondeu seus homens e ele do xá sassânida Cosroes I por receio de ter que entregá-los e assim incorrer à fúria de Justiniano.